# Annual Review of Psychology
Annual Review of Psychology è una rivista accademica sottoposta a revisione paritaria, che pubblica articoli di revisione nell'ambito della psicologia. Fondata nel 1950, i suoi redattori più longevi sono stati Mark Rosenzweig (1969-1994) e Susan Fiske (2000-). A partire dal 2023, l'Annual Review of Psychology viene pubblicata in modalità di accesso aperto, secondo il modello Subscribe to Open.
Il Journal Citation Reports attribuisce alla rivista un fattore di impatto per il 2023 pari a 23,6, posizionandola al primo posto tra 92 riviste nella categoria "Psicologia (scienza)" e al primo posto tra 218 titoli nella categoria "Psicologia, multidisciplinare (scienze sociali)".

## Storia
Nel 1947, il consiglio di amministrazione della casa editrice Annual Reviews chiese a diversi psicologi se fosse utile avere una rivista che pubblicasse un volume annuale di articoli di revisione relativi ai recenti sviluppi nel campo. Le risposte furono molto positive e così, nel settembre 1947, annunciarono che il primo volume dell'Annual Review of Psychology sarebbe stato pubblicato nel 1950. I precedenti tentativi di creare una rivista del genere, compiuti all'inizio degli anni '40, erano stati ostacolati dalla Seconda guerra mondiale, che aveva impedito la cooperazione scientifica internazionale.
Il primo direttore editoriale fu Calvin Perry Stone.
A partire dal 2020, la rivista è stata pubblicata sia in formato cartaceo che elettronico. Alcuni dei suoi articoli sono disponibili online prima della data di pubblicazione del volume.

## Perimetro editoriale
L'Annual Review of Psychology identifica il suo perimetro editoriale con la copertura di vari aspetti della psicologia, tra cui l'ecologia comportamentale umana, la sensazione e la percezione, la cognizione, l'apprendimento e il comportamento degli animali, la psicologia clinica, la psicopatologia, la psicologia dello sviluppo, la psicologia sociale, la personalità, la psicologia ambientale e la psicologia comunitaria.

## Indicizzazione
Gli abstract e gli articoli della rivista sono indicizzati da: Scopus, Science Citation Index Expanded, Social Sciences Citation Index e Academic Search, tra gli altri.

## Processo editoriale
L'Annual Review of Psychology ha un caporedattore, che è assistito dal comitato editoriale, che comprende i suoi sostituti, i membri regolari e, occasionalmente, i redattori ospiti. I membri ospiti partecipano su invito del caporedattore e hanno un mandato di un anno.
Tutti gli altri membri del comitato editoriale sono nominati dal consiglio di amministrazione di Annual Reviews e hanno un mandato di cinque anni. Il comitato editoriale determina quali argomenti devono essere inclusi in ogni volume e sollecita revisioni da parte di autori qualificati. Non sono accettati manoscritti non richiesti. La revisione paritaria dei manoscritti accettati è effettuata dal comitato editoriale.

### Redattori dei volumi
Le date riportate di seguito indicano gli anni di pubblicazione in cui qualcuno è stato accreditato come caporedattore o co-redattore di un volume della rivista.
Poiché i volumi sono pianificati molto prima della loro pubblicazione, la nomina di un caporedattore capo generalmente avveniva prima del primo anno qui indicato. Sono riportati anche quei capiredattori andati in pensione o deceduti prima della pubblicazione, purché abbiano contribuito a pianificare il volume. 
- Calvin Perry Stone (1950–1954)[4]
- Paul R. Farnsworth (1955–1968)[10]
- Paul H. Mussen and Mark Rosenzweig (1969–1974)[10]
- Rosenzweig and Lyman W. Porter (1975–1994)[11]
- Janet T. Spence (1995–1999)[12]
- Susan Fiske (2000–present)[13]